# Paul Schäfer
Paul Schäfer (4. prosince 1921 Troisdorf, Německo – 24. dubna 2010, Santiago, Chile) byl zakladatelem sekty a zemědělské komunity německých imigrantů Colonia Dignidad (dnes známá pod názvem Villa Baviera). Toto sídliště se nachází v Chile, v odlehlé části regionu Maule, kam Schäfer přišel v roce 1961. V osadě byli prokazatelně mučeni političtí protivníci diktátora Augusta Pinocheta. Dále byly sexuálně zneužívány děti a nezletilí, mj. samotným Schäferem. Jsou zjištěna i další závažná porušování lidských práv v této osadě.
24. května 2006 byl Schäfer odsouzen ve městě Parral ke 33 letům vězení a peněžní pokutě ve výši 770 milionů chilských peso (v přepočtu 1,22 milionu eur) ve prospěch jedenácti postižených obětí. Bylo mu prokázáno pohlavní zneužívání 25 dětí, převážně chlapců.

## Film
O kolonii Dignidad pojednává film Kolonie s Emmou Watsonovou v hlavní roli. Paula Schäfera v něm představuje herec Michael Nyqvist.